# Eberhard Steger
Walter Eberhard Steger (* 8. April 1925 in Sebnitz; † 6. Juni 2004 in Dresden) war ein deutscher Chemiker.

## Leben
Eberhard Steger besuchte das Gymnasium in Pirna und studierte nach dem Abitur 1943 Chemie an der Technischen Hochschule Dresden. Unterbrochen vom Kriegsdienst im Zweiten Weltkrieg, amerikanischer Kriegsgefangenschaft und einer Tätigkeit als Neulehrer in Sebnitz, nahm er das Studium 1949 wieder auf und wurde 1955 mit einer Arbeit über Ramanspektroskopische Untersuchungen zur Struktur der Tetrametaphosphate promoviert.
1959 wurde er an der Technischen Hochschule Dresden mit seiner Habilitationsschrift Spektroskopische Untersuchungen zum Bindungszustand in den Amidoderivaten der Phosphorsäure habilitiert und wirkte danach als Dozent für Anorganische und allgemeine Chemie an der TH Dresden.
1962 wurde er Professor mit Lehrauftrag für Spektroskopie und 1964 Direktor des Instituts für Spezielle Analytische Chemie an der Technischen Universität Dresden. Von 1969 bis 1990 wirkte er als ordentlicher Professor für Physikalische Chemie an der Sektion Chemie der TU Dresden.
Der Schwerpunkt der wissenschaftlichen Betätigung von Eberhard Steger lag im Bereich der Raman- und der Infrarotspektroskopie sowie der Strukturforschung.
Im Jahr 1985 wurde Eberhard Steger als Mitglied in die Deutsche Akademie der Naturforscher Leopoldina aufgenommen.
1990 wurde er Titularprofessor an der Universität in Santiago de Cuba.
Eberhard Steger war von 1972 bis 1990 Mitherausgeber der Zeitschrift für Physikalische Chemie.

## Schriften (Auswahl)
- Ramanspektroskopische Untersuchungen zur Struktur der Tetrametaphosphate. 1955
- Spektroskopische Untersuchungen zum Bindungszustand in den Amidoderivaten der Phosphorsäure. 1959